# Arno Saarinen
Arno Aleksanteri Saarinen (11 settembre 1884 – 7 febbraio 1970) è stato un ginnasta finlandese.

## Palmarès

### Olimpiadi
- Bronzo a Londra 1908 nel concorso a squadre.